# Smrk dvoubarvý
Smrk dvoubarvý (Picea alcoquiana) je druh jehličnatého stromu původem z Japonska.

## Popis
Jedná se o strom, který dorůstá až 30 m výšky a průměru kmene až 1 m. Borka je purpurově hnědá, později šedohnědá, už na mladých stromech rozpraskaná do šupin, ve stáří je rozpraskaná ještě výrazněji. Větvičky mají červenohnědou barvu, jsou rýhované a lysé. Jehlice jsou temně zelené, na průřezu čtverhranné, asi 1−1,5 cm dlouhé a asi 1,5 mm široké, zvláště za mlada ostře zašpičatělé. Samičí šišky jsou zpočátku červeně purpurové, za zralosti pak červenohnědé až bledě hnědé, vejčitého tvaru, asi 7–9 (vzácněji až 12) cm dlouhé a asi 3 cm široké. Šupiny samičích šišek jsou za zralosti okrouhlé až vejčité, asi 13–16 mm dlouhé a široké, na okraji zubkaté. Semena jsou křídlatá, křídla jsou asi 7–10 mm dlouhá a 4–5 mm široká.

## Rozšíření
Smrk dvoubarvý je přirozeně rozšířen v horských oblastech ostrova Honšú v Japonsku..
Kromě nominátní variety alcoquiana se rozlišuje také var. acicularis, která nese některé znaky intermediární ke druhu smrk Koyamův (Picea koyamae), se kterým společně roste a také var. reflexa, která se vyznačuje kratšími jehlicemi a menšími šiškami.

## Ekologie
Smrk dvoubarvý roste v horských lesích, v chladném oceanickém klimatu na vulkanických půdách. Roste ve často ve smíšených lesích s dalšími jehličnany, např. smrk ajanský (Picea jezoensis), jedlovec různolistý (Tsuga diversifolia), modřín japonský (Larix kaempferi), v některých oblastech i borovice drobnokvětá (Pinus parviflora), jedle Veitchova (Abies veitchii) nebo jedle Mariesova (Abies mariesii) a také četné listnáče.

## Využití
V místě původu využíván pro kvalitní dřevo. Ve střední Evropě ho potkáme jen výjimečně, zpravidla v arboretech. Mladý jedinec roste např. v arboretu Žampach, udáván je též z Průhonic a vzrostlý jedinec se vyskytuje v podzámecké zahradě v Kroměříži.